# Enrique de Luque y Alcalde
Enrique de Luque y Alcalde fou un advocat i polític espanyol, diputat a Corts Espanyoles durant la restauració borbònica.
Llicenciat en dret, va exercir com a registrador de la propietat a Balaguer. Era membre del Partit Liberal Fusionista, amb el que fou elegit diputat a Corts pel districte de Balaguer a les eleccions generals espanyoles de 1886 (on va substituir Francisco Martínez Brau) i 1893. El 1895 va perdre l'escó per incompatibilitat amb el seu càrrec de registrador.